# Tang (Bhutan)
Tang – gewog w północnym Bhutanie, jeden z czterech w dystrykcie Bumtʽang. Zajmuje powierzchnię 511 km². W 2017 roku był zamieszkany przez 2318 osoby. Gęstość zaludnienia wynosiła 4,5 os./km². Dzieli się na 5 chiwogów, które są trzeciorzędnymi jednostkami podziału administracyjnego Bhutanu i pełnią funkcję obwodów wyborczych: Tadingang, Khangrab, Kidzom Nyimalung, Dazur, Bezur Kuenzargdrag.

## Położenie
Jednostka położona jest we wschodniej części dystryktu. Jej wschodnia granica jest jednocześnie granicą Bumtʽang z dystryktem Lhünce. Sąsiaduje z pięcioma gewogami:
- Kurtoe na północy,
- Metsho i Gangzur na wschodzie,
- Ura na południu,
- Chhoekhor na północy i zachodzie.

## Demografia
Według bhutańskiego National Statistics Bureau struktura płciowa w 2005 kształtowała się następująco: 45,9% ludności stanowili mężczyźni, przy 54,1% kobiet. Mieszkańcy gewogu reprezentowali 11,3% całkowitej populacji dystryktu.